# Dominik Windisch
Dominik Windisch (Brunico, 6 de noviembre de 1989) es un deportista italiano que compite en biatlón.
Participó en dos Juegos Olímpicos de Invierno, obteniendo una medalla de bronce en Sochi 2014, en la prueba por relevos, y dos medallas de bronce en Pyeongchang 2018, en las pruebas de velocidad y relevo mixto.
Ganó tres medallas en el Campeonato Mundial de Biatlón, en los años 2019 y 2020.

## Palmarés internacional
| Juegos Olímpicos   | Juegos Olímpicos            | Juegos Olímpicos  | Juegos Olímpicos |
| Año                | Lugar                       | Medalla           | Prueba           |
| ------------------ | --------------------------- | ----------------- | ---------------- |
| 2014               | Sochi (Rusia)               | Medalla de bronce | Relevo mixto     |
| 2018               | Pyeongchang (Corea del Sur) | Medalla de bronce | Velocidad        |
| 2018               | Pyeongchang (Corea del Sur) | Medalla de bronce | Relevo mixto     |
| Campeonato Mundial |                             |                   |                  |
| Año                | Lugar                       | Medalla           | Prueba           |
| 2019               | Östersund (Suecia)          | Medalla de bronce | Relevo mixto     |
| 2019               | Östersund (Suecia)          | Medalla de oro    | Salida en grupo  |
| 2020               | Anterselva (Italia)         | Medalla de plata  | Relevo mixto     |